# Brian Arly Jacobsen
Brian Arly Jacobsen (f. 1968) er en dansk religionssociolog og ph.d., som er lektor ved Institut for Tværkulturelle og Regionale Studier ved Københavns Universitet, hvor hans primære forskningsområde er religion og politik. Hans forskningsområder omfatter derudover jøder og muslimer i Danmark og emner som stat og religion, sekularisering samt religion og migration. Han bidrager bl.a. også som blogger på religion.dk.

## Publikationer i udvalg
- 2015: Islam and Muslims in Denmark. I: After Integration: Islam, Conviviality and Contentious Politics in Europe. red. / Marian Burchardt; Ines Michalowski. 1. udg. Berlin Heidelberg : Springer-VS, 2015. s. 171-186 (Islam und Politik , Vol. 2).
- 2015: The Ahmadiyya Mission to the Nordic Countries (med Larsson, Göran ; Sorgenfrei, Simon). I: Handbook of Nordic New Religions. red. / James R. Lewis; Inga Bårdsen Tøllefsen. 11. udg. Leiden & Boston : Brill Adademic Publishers, 2015. s. 359-373.
- 2014: Denmark. I: Yearbook of Muslims in Europe. red. / Jørgen S. Nielsen; Samim Akgönül; Ahmet Alibašić; Egdūnas Račius. Vol. 6 Leiden : Brill, 2014. s. 189-209 (Yearbook of Muslims in Europe, Vol. 6).
- 2014: Konfirmation i en neoliberal tidsalder. I: Politik, Vol. Årgang 17, Nr. 4, 07.12.2014, s. 18-27.
- 2014: Muslim Population Trends in Western Europe. I: Oxford Islamic Studies Online. red. / John L. Esposito; Natana J. DeLong-Bas; Shahrough Akhavi; Ibrahim Kalin; James Piscatori; Tamara Sonn; John O. Voll. 2. udg. Oxford, UK : Oxford University Press, 2014.
- 2013: Farlige forestillinger : Hvad er fjendebilleder, og hvordan opstår de?. I: Religion. Tidsskriftet for Religionslærerforeningen for Gymnasiet og HF, Nr. 2, 20.10.2013, s. 12-24.
- 2013: Istedgade overgiver sig aldrig! : Civilreligion i skyggen af efterkrigstidens nationalisme. I: Civilreligion i Danmark: Ritualer, myter og steder. red. / Margit Warburg; Signe Engelbreth Larsen; Laura Maria Schütze. Højbjerg : Forlaget Univers, 2013. s. 179-198.
- 2013: Religion i Aarhus 2013: En kortlægning af religion og spiritualitet. red.: Lars Ahlin; Jørn Borup; Marianne Qvortrup Fibiger; Brian Arly Jacobsen; Marie Vejrup Nielsen. Center for Samtidsreligion, Aarhus Universitet, 2013
- 2013: Myths and Facts on the Future Number of Muslims : a Danish Case Study. I: Journal of Muslims in Europe, Vol. 2, Nr. 1, 22.04.2013, s. 27-44.
- 2012: De politiske partiers religionspolitik. I: Fremtidens danske religionsmodel. red. / Lisbet Christoffersen; Hans Raun Iversen; Niels Kærgård; Margit Warburg. Frederiksberg : Forlaget Anis, 2012. s. 217-236.
- 2011: ... og dog så vidt om jorden : Udlandsdanskere sammenlignet med danskere i Danmark (med Margit Warburg). I: Små og store forandringer: Danskernes værdier siden 1981 . red. / Peter Gundelach. 1. udg. København : Hans Reitzel, 2011. s. 264-283.
- 2011: Jøder på den politiske dagsorden fa 1903-45. I: Dansk jødisk historie i Anden Verdenskrigs epoke. En antologi. red. / Sofie Lene Bak; Pia Andersen Høg; Bjarke Følner; Janne Laursen. 1. udg. København : Dansk Jødisk Museum, 2011. s. 67-92.
- 2009: Holy Nations and Global Identities : Civil Religion, Nationalism, and Globalisation. / Hvithamar, Annika (Redaktør); Warburg, Margit (Redaktør); Jacobsen, Brian Arly (Redaktør). Leiden : Brill Academic Publishers, Incorporated, 2009. 307 s. (International Studies in Religion and Society, Vol. 10).